# Măgherani
Măgherani là một xã thuộc hạt Mureș, România. Dân số thời điểm năm 2002 là 2723 người.